# Ruth Hesse
Ruth Hesse (geboren am 18. September 1936 in Wuppertal; gestorben am 13. Juli 2024 in Hallstatt, Österreich) war eine deutsche Opernsängerin der Stimmfächer Mezzosopran und Alt. Sie sang bei den Bayreuther und den Salzburger Festspielen sowie 23 Jahre lang an der Wiener Staatsoper. Im Jahr 1982 wurde sie zur österreichischen Kammersängerin ernannt.

## Leben und Werk
Hesse studierte zuerst bei Peter Offermanns in Wuppertal, danach bei Hildegard Scharf in Hamburg und in Mailand. Sie debütierte 1958 am Stadttheater Lübeck als Orpheus in Glucks Orpheus und Eurydike. In Lübeck blieb sie bis 1960 engagiert, danach folgte eine Verpflichtung für zwei Spielzeiten am Niedersächsischen Staatstheater Hannover. 1960 debütierte sie an der Hamburgischen Staatsoper und bei den Bayreuther Festspielen, in denen sie bis 1979 auftrat und wo ihr schrittweise vom Blumenmädchen, Knappen und Alt-Solo über Magdalene und Mary bis zur Ortrud immer größere Rollen übertragen wurden.
Von 1962 bis 1995 war die Sängerin an der Deutschen Oper Berlin engagiert, an der ihre „dunkel timbrierte, groß dimensionierte, zu intensiver Dramatik des Ausdrucks befähigte Stimme“ in einer Vielzahl von Rollen eingesetzt wurde – in Opern von Mozart, Wagner und Verdi, Smetana, Strauss und Henze.
In der zweiten Hälfte der 1960er-Jahre debütierte sie in rascher Folge an zahlreichen bedeutenden Opernhäusern Europas:
- 1965 sang sie an der Wiener Staatsoper Ortrud und Eboli.
- 1966 übernahm sie in Paris die Titelpartie in Bizets Carmen.
- 1968 wurde sie vom Holland Festival eingeladen, die Herodias in der Salome zu singen.
- 1969 verkörperte sie am Royal Opera House Covent Garden in London erstmals die Amme in der Frau ohne Schatten, später auch die Fricka.
- 1972 sang sie an der Pariser Opéra National in Mozarts Le nozze di Figaro und erneut die Amme.
- 1974 und 1975 war sie die Amme in einer umjubelten Inszenierung bei den Salzburger Festspielen, dirigiert von Karl Böhm und inszeniert von Günther Rennert, mit prominenter Besetzung – James King und Leonie Rysanek als Kaiserpaar, Walter Berry und Birgit Nilsson als Färberpaar. Diese Produktion wurde auch aufgezeichnet und ist als Tonträger noch heute im Handel.

Hesse gastierte auch am Grand Théâtre de Bordeaux, an der Opéra de Lyon, Opéra de Marseille und am Théâtre du Capitole in Toulouse, beim Festival d’Orange und am Grand Théâtre in Genf, am Théâtre Royal de la Monnaie in Brüssel und an De Nederlandse Opera in Amsterdam, am Gran Teatre del Liceu von Barcelona, an der Königlichen Oper von Stockholm und am Moskauer Bolschoi-Theater. Sie trat auch in einigen Opernhäusern Italiens auf, darunter das Teatro dell’Opera in Rom, das Teatro Regio in Turin und das La Fenice in Venedig. Einladungen nach Nordamerika führten sie an die San Francisco Opera und die Lyric Opera von Chicago, an die National Opera in Washington und nach Mexiko-Stadt, in Südamerika war sie am Teatro Colón von Buenos Aires und an der Oper von Rio de Janeiro zu hören. Ein Gastspiel der Deutschen Oper Berlin brachte sie auch nach Japan.
In Wien erlangte die Sängerin rasch große Beliebtheit und sang dort 44-mal die Herodias und 24-mal die Amme von Richard Strauss, 23-mal die Ortrud, 19-mal die Brangäne, weiters Magdalena und Mary, Fricka und Waltraute von Richard Wagner sowie 17-mal die Eboli, weiters Amneris, Azucena, Maddalena und Preziosilla von Giuseppe Verdi. Sie war in Wien aber auch in so unterschiedlichen Rollen zu sehen und zu hören wie der Giulietta in Offenbachs Hoffmanns Erzählungen und der Küsterin in Janáčeks Jenůfa. Im Jahr 1982 wurde sie im Haus am Ring zur Kammersängerin ernannt, am 29. November 1988 verabschiedete sie sich als Herodias vom Wiener Publikum.
Im Konzertsaal feierte die Sängerin Erfolge sowohl in konzertanten Opernaufführungen, beispielsweise 1975 als Herodias in der New Yorker Carnegie Hall, als auch in Oratorien und großen Chor-Orchesterwerken, wie Beethovens Neunter an der Mailänder Scala. Sie hat unter Leitung der Dirigenten Karl Böhm, Christoph von Dohnányi, Heinrich Hollreiser, Herbert von Karajan, Carlos Kleiber, Sir Georg Solti und Hans Swarowsky gesungen.
Gegen Ende ihrer Bühnenlaufbahn war sie auch im pädagogischen Bereich tätig.
Ruth Hesse war ab 1976 mit dem Regisseur Siegwulf Turek verheiratet und lebte seit 1994 in Hallstatt.

## Rollen (Auswahl)

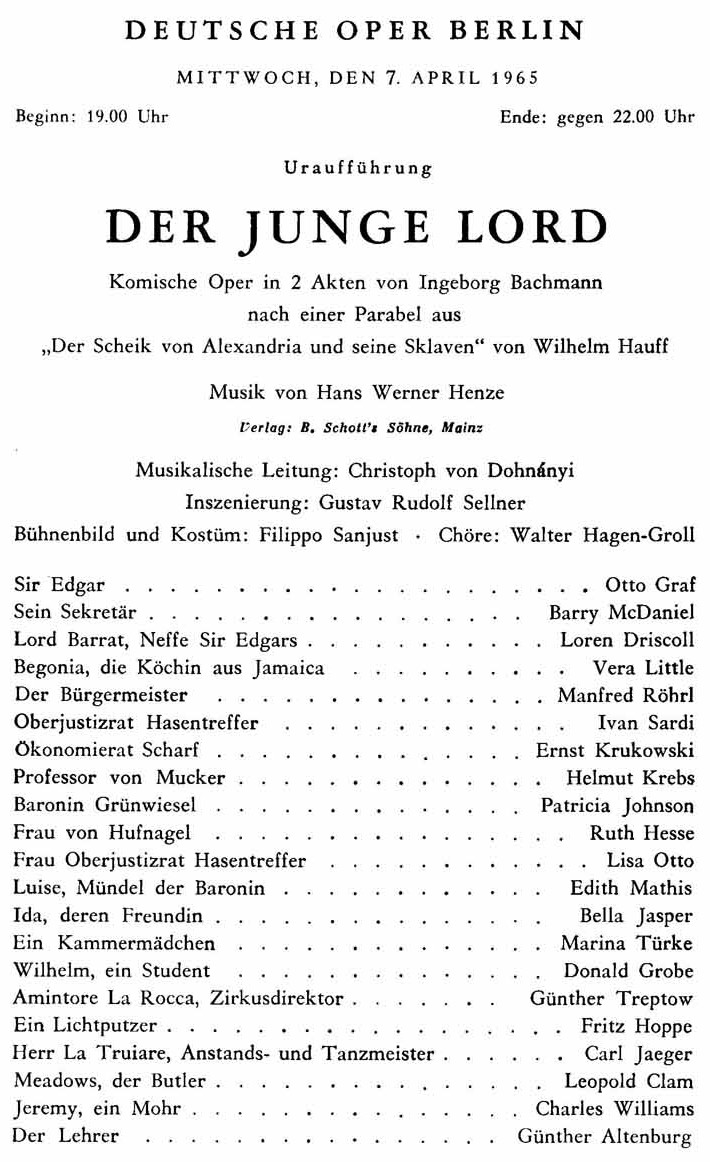
Uraufführung von Henzes Der junge Lord, Berlin 1965

### Uraufführungen
- 1963 Milhaud: Oresteia (24. April) – Deutsche Oper Berlin (Uraufführung des 3. Teils Les Eumenides)[4]
- 1965 Frau von Hufnagel in Henze: Der junge Lord (7. April) – Deutsche Oper Berlin

### Repertoire
| Bartók: - Judith in Herzog Blaubarts Burg Bizet: - Titelpartie in Carmen Gluck: - Orpheus in Orfeo ed Euridice Hindemith: - Gräfin von Helfenstein in Mathis der Maler Engelbert Humperdinck: - Gertrud in Hänsel und Gretel Janáček: - Küsterin Buryja in Jenůfa Korngold: - Barbara in Violanta Mozart: - Unbekannte Rolle in Le nozze di Figaro - Dritte Dame in Die Zauberflöte Offenbach: - Giulietta in Les Contes d’Hoffmann |  | Richard Strauss: - Herodias in Salome - Klytämnestra in Elektra - Amme in Die Frau ohne Schatten Strawinsky: - Iokaste in Oedipus Rex Verdi: - Maddalena in Rigoletto - Azucena in Il trovatore - Preziosilla in La forza del destino - Amneris in Aida - Prinzessin Eboli in Don Carlos - Mrs. Quickly in Falstaff Wagner: - Mary in Der fliegende Holländer - Ortrud im Lohengrin - Brangäne in Tristan und Isolde - Magdalene in Die Meistersinger von Nürnberg - Floßhilde und Fricka in Das Rheingold - Roßweiße, Schwertleite und Fricka in Die Walküre - Floßhilde und Waltraute in Götterdämmerung - Blumenmädchen, Knappe, Stimme aus der Höhe und Kundry in Parsifal |

## Tondokumente (Auswahl)

### Opern
- Henze: Der junge Lord, mit Edith Mathis (Luise); Donald Grobe (Wilhelm), Barry McDaniel (Sekretär von Sir Edgar), Loren Driscoll (Lord Barrat), Ruth Hesse (Frau von Hufnagel) und Vera Little (Begonia); Orchester und Chor der Deutschen Oper Berlin und die Schöneberger Sängerknaben, Dirigent: Christoph von Dohnányi (in der Uraufführungs-Inszenierung von Gustav Rudolf Sellner), DG 449 875-2 (Doppel-CD) / Medici Arts 2072398 (DVD) 1967
- Korngold: Violanta, mit Walter Berry (Simone Trovai), Eva Marton (Violanta), Siegfried Jerusalem (Alfonso), Horst R. Laubenthal (Giovanni Bracca), Gertraut Stoklassa (Bice), Ruth Hesse (Barbara), Manfred Schmidt (Mateo), Heinrich Weber, Paul Hansen, Karin Hautermann, Renate Freyer; Chor des Bayerischen Rundfunks, Symphonieorchester des Bayerischen Rundfunks, Dirigent: Marek Janowski, Chorleitung: Heinz Mende, CBS Masterworks 1980[5]
- Smetana: Die verkaufte Braut, Großer Querschnitt mit Barry McDaniel, Cvetka Ahlin, Melitta Muszely, Martti Talvela, Ruth Hesse, Rudolf Schock, Kurt Böhme; Chor und Orchester der Deutschen Oper Berlin, Dirigent: Heinrich Hollreiser, LP, Album, Electrola
- Strauss: Die Frau ohne Schatten, mit James King (Kaiser), Leonie Rysanek (Kaiserin), Walter Berry (Barak), Birgit Nilsson (Färberin), Ruth Hesse (Amme), Orchester der Wiener Staatsoper, Karl Böhm, DG 1977, live, gekürzt
- Wagner: Lohengrin, mit Otto von Rohr, Herbert Schachtschneider (Lohengrin), Leonore Kirschstein (Elsa), Heinz Imdahl (Friedrich von Telramund), Ruth Hesse (Ortrud), Hans Helm, Chor der Wiener Staatsoper, Großes Symphonieorchester (mit Mitgliedern der Tschechische Philharmonie), Dirigent: Hans Swarowsky, aufgenommen im August 1968, Augsburg: Weltbild Classics 1996.
- Wagner: Tristan und Isolde, Gesamtaufnahme mit Ingrid Bjoner (Isolde), Hans Beirer (Tristan), Walter Kreppel (König Marke), Ruth Hesse (Brangäne), Otto Wiener u. a.; Chor und Orchester der Wiener Staatsoper, Live-Mitschnitt, ca. 1970
- Wagner: Tristan und Isolde, Gesamtaufnahme mit Birgit Nilsson (Isolde), Jon Vickers (Tristan), Hans Sotin (König Marke), Ruth Hesse (Brangäne), Hans Günter Noecker, Anton Dermota u. a.; Chor und Orchester der Wiener Staatsoper, Live-Mitschnitt vom 5. Dezember 1976
- Wagner: Die Meistersinger von Nürnberg, mit Horst Lunow, Theo Adam (Hans Sachs), Eberhard Büchner, Ruth Hesse (Magdalene), Zoltán Kelemen, Geraint Evans, Peter Schreier (David), Karl Ridderbusch, René Kollo (Walther von Stolzing), Helen Donath (Eva); Staatskapelle Dresden, Dirigent: Herbert von Karajan, CD, EMI Classics
- Wagner: Parsifal, mit George London (Amfortas), Kurt Böhme (Titurel), Hans Hotter (Gurnemanz), Wolfgang Windgassen (Parsifal), Gustav Neidlinger (Klingsor), Irene Dalis (Kundry), Hermann Winkler und Gerd Nienstedt (Gralsritter), Ruth Hesse, Margarethe Bence, Georg Paskuda Erwin Wohlfahrt (Knappen), Sylvia Stahlmann, Dorothea Siebert, Anja Silja, Rita Bartos, Sieglinde Wagner, Soňa Červená (Klingsors Zaubermädchen) und Ruth Hesse (Altsolo); Chor und Orchester der Bayreuther Festspiele, Dirigent: Hans Knappertsbusch, Festspielhaus, Bayreuth, 1963, Golden Melodram

Weiters existieren Tondokumente in den Rollen Fricka und Waltraute in einem vollständigen Ring des Nibelungen (Westminster) und als Floßhilde im Rheingold (bei Eurodisc und  Philips)

### Chor-Orchesterwerke
- Bach: Weihnachtsoratorium, BWV 248, mit Ruth Hesse (Alt); Wiener Symphoniker, Dirigent: Hans Swarowsky
- Mozart: Requiem, mit Heather Harper, Ruth Hesse, Thomas Page, Kieth Engen; Wiener Staatsopernorchester, Wiener Kammerchor, Dirigent: Pierre Colombo. Festival Classique